# 法國山歌交響曲
《法國山歌交響曲》 （法語：Symphonie sur un chant montagnard français），編號25，是法國作曲家丹第的管絃樂作品，創作於1886年，1887年3月20日由拉莫魯交響樂團作首演，當中鋼琴家瑪莉莉昂蒂·博爾德班擔任鋼琴部份，她也是作曲家的題獻對象。《法國山歌交響曲》是丹第的代表作，也是他唯一於現時音樂廳中仍然會演奏的作品。如標題所言，丹第採用了法國中南部塞文山脈中聽到的一首民歌作為整首作品的主旋律，因而命名。它亦有另一個暱稱，稱為「塞文山脈交響曲」（Symphonie cévenole）。
本作品的其中一個特色是鋼琴擔任了非常重要的角色，它既有相當的獨奏部份，同時亦有不少與樂隊齊奏的段落，與法雅的《西班牙花園之夜》、法朗克的交響詩《魔神》（Les Djinns）的本質相近，有如是一首「交響協奏曲」（Sinfonia Concertante）。丹第一生共寫過三首有編號的交響曲，本曲比他未被編號的《A大調第1號交響曲》晚約15年才寫成。

## 樂曲結構
全曲共分成三個樂章，演奏時間約為25分鐘。
- 第一樂章：適度地慢 － 適度活躍的（Assez lent - Modérément animé）
- 第二樂章：適度地穩重，但不緩慢（Assez modéré mais sans lenteur）
- 第三樂章：活躍的（Animé）

## 配器
- 木管樂器：3長笛（第三長笛兼任短笛）、2雙簧管（第一雙簧管兼任英國管）、2單簧管、低音單簧管、3低音管
- 銅管樂器：4圓號、2小號、2短號、3長號、大號
- 敲擊樂器：定音鼓、三角鐵、大鼓、鈸
- 絃樂器：第一小提琴、第二小提琴、中提琴、大提琴、低音提琴、豎琴
- 鍵盤樂器：鋼琴

## 引用
日本作曲家富田勳於2012年完成的交響樂《伊哈多夫交響曲》中多次採用本曲的旋律動機於多個樂章中。

## 外部連結
- 丹第《法國山歌交響曲》：国际乐谱典藏计划上的乐谱
- 樂評人保羅·施諾斯基（Paul Serotsky）所寫的樂曲介紹。 （页面存档备份，存于）